# Trinomys
Trinomys (Thomas, 1921) è un genere di roditori della famiglia degli Echimiidi.

## Descrizione

### Dimensioni
Al genere Trinomys appartengono roditori di grandi dimensioni, con lunghezza della testa e del corpo tra 152 e 246 mm, la lunghezza della coda tra 148 e 246 mm e un peso fino a 350 g.

### Caratteristiche craniche e dentarie
Il cranio è stretto e presenta un rostro lungo e sottile, la regione inter-orbitale stretta e le bolle timpaniche di dimensioni variabili. I fori palatali anteriori sono larghi ed ovali. I denti masticatori sono semplificati con non più di due rientranze.
Sono caratterizzati dalla seguente formula dentaria:

### Aspetto
La pelliccia è spinosa. Le parti dorsali variano dal bruno-rossastro chiaro al brunastro scuro, i fianchi sono più chiari mentre le parti ventrali sono bianche. Il muso è appuntito, gli occhi sono grandi, le vibrisse sono molto lunghe. Gli arti sono allungati, i piedi sono lunghi e sottili, gli artigli sono corti e ricurvi. La coda è lunga circa quanto la testa ed il corpo, è scura sopra, più chiara sotto e cosparsa di pochi corti peli, talvolta più lunghi all'estremità. Le femmine hanno un paio di mammelle addominali.

## Distribuzione
Sono roditori terricoli diffusi nell'America meridionale.

## Tassonomia
Il genere comprende 10 specie.
- Trinomys albispinus
- Trinomys dimidiatus
- Trinomys eliasi
- Trinomys gratiosus
- Trinomys iheringi
- Trinomys mirapitanga
- Trinomys moojeni
- Trinomys paratus
- Trinomys setosus
- Trinomys yonenagae